# Peperomia itayana
Peperomia itayana är en pepparväxtart som beskrevs av William Trelease. Peperomia itayana ingår i släktet peperomior, och familjen pepparväxter. Inga underarter finns listade i Catalogue of Life.